# Бакалда (Казань)
Бакалда (тат. Бакалтай, Baqaltay) — бывшая историческая местность в Казани. 

## География
Бакалда находилась на берегу Волги, у впадения в неё реки Ички, напротив острова Маркиз, в 2,5 километрах западнее Ново-Татарской слободы.

## Административная принадлежность
До революции Бакалда относилась к 6-й части Казани, а в первые годы советской власти — к 5-й части; после создания в городе административных районов относилась к Сталинскому району.

## История
Бакалда существовала со времён Казанского ханства и существовала как посёлок при пристани. После захвата Казани русскими до середины XIX века принадлежала Зилантову монастырю; в 1824-1852 годах в Бакалде имелась церковь. После постройки новой пристани в устье Казанки, куда от от Адмиралтейской слободы была проложена дамба, значение Бакалды как пристани уменьшилось, и она стала принимать в основном грузовые суда; с городом её связывали дороги, шедшие из Ново-Татарской слободы (от современной улицы Эш Урам) и из района современной улицы Татарстан.
В начале XX века до Бакалды предполагалось продлить Екатерининскую линию трамвая, но вместо неё в конце 1921 года с целью быстрейшей доставки дров, выгружаемых на пристань, была проложена железнодорожная ветка от станции Казань. Трамвайную линию, соединявшую Бакалду с Проломной и Нижнефёдоровской улицами, планировалось открыть в середине 1920-х годов, однако этого так и не произошло.
На 1940 год в Бакалде находились дровяной склад Казанского городского топливного треста и нефтебаза № 2 Татарской республиканской конторы треста «Главнефтесбыт».
В середине 1950-х годов при подготовке ложа Куйбышевского водохранилища территория Бакалды была очищена от строений, а в 1957 году она была затоплена водами Куйбышевского водохранилища; нефтебаза была перенесена в т.н. «южно-промышленный район», к посёлку Новое Победилово, а склад Казгортопа — к Ново-Савиновской стройке.
Память о Бакалде сохраняется в названии одноимённого острова, на территории которого и располагалась нефтебаза.

## Интересный факт
- Первая в Казани эпидемия холеры началась с Бакалды[16].